# Воробйово (Бежецький район)
Воробйово (рос. Воробьёво) — присілок в Бежецькому районі Тверської області Російської Федерації.
Населення становить 30 осіб. Входить до складу муніципального утворення Зобинське сільське поселення.

## Історія
Від 2005 року входить до складу муніципального утворення Зобинське сільське поселення.

## Населення
| 2008 | 2010 |
| ---- | ---- |
| 43   | ↘30  |